# Eleições legislativas em Bangladesh em 2008
As eleições legislativas bengalis de 2008 foram realizadas em 29 de dezembro. 300 cadeiras estavam em disputa no Parlamento.